# 박영수 (축구 선수)
박영수(1995년 6월 19일 ~ )는 대한민국의 축구 선수이며 포지션은 수비수이다.